# Kavijar
Kavijar (iz perz. خاویار; havjar) je jedno od karakterističnih jela iz kaspijskog i crnomorskog priobalja koje se služi u kuhinji kao predjelo za kojim slijede druga jela i za doručak na kruhu premazanom maslacem. Tradicionalan je dio ruske, iranske i francuske kuhinje.
Postoje više vrsta kavijara različite kakvoće. Kavijar bisernosive boje, dobiva se od ikre jesetre, ribe kojom obiluje Volga, dok je kavijar koji se dobiva od lososa crvenkaste boje. Ima i manje cijenjenih vrsta kavijara, koji se dobivaju od ikre drugih riba. Veliki se dio kavijara od jesetre izvozi.